# Tim Kellett
Tim Kellett (Knaresborough, 23 luglio 1964) è un musicista britannico membro di Simply Red e Olive.

## Biografia
Comincia la sua carriera musicale come trombettista della band post-punk The Durutti Column, che lascia immediatamente per unirsi ai Simply Red, dove si occupa delle tastiere e dei cori.
Nel 1994 fonda gli Olive con il musicista Robin Taylor-Firth, ex membro dei Nightmares on Wax. La band ottiene grande successo con il singolo You're Not Alone.
Ha collaborato come turnista per diversi artisti quali Lighthouse Family, James Morrison, Nate James, Emma Bunton, Gareth Gates, Girls Aloud e Taio Cruz.

## Discografia parziale

### Con The Durutti Column
Album in studio
- 1984 - Without Mercy
- 1986 - Circuses and Bread

### Con Simply Red
Album in studio
- 1985 - Picture Book
- 1987 - Men and Women
- 1989 - A New Flame
- 1991 - Stars

### Con Olive
Album in studio
- 1996 - Extra Virgin
- 2000 - Trickle